# GIベビー

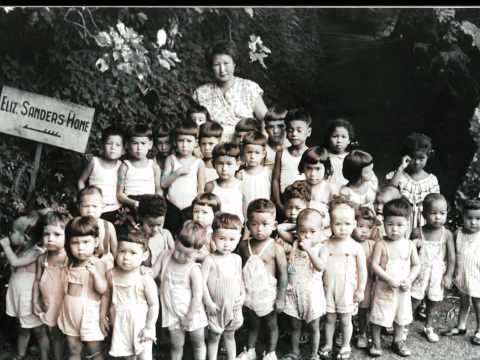
澤田美喜とエリザベス・サンダースホームの子供たち（1950年代）

GIベビー（英語:GI baby）とは、主に1952年（昭和27年）までの連合国軍占領下の日本で、GI（アメリカ軍・イギリス軍など）を中心とした連合国軍将兵と日本人女性との間に生まれた乳幼児や子供である。青い目の子供達と呼ばれた。

## 概要
養育困難などの理由でしばしば孤児になり、「混血孤児」とも呼ばれた。児童養護施設エリザベス・サンダースホームの創立者沢田美喜らは孤児の米国移住を働きかけた。
なお、イギリス連邦占領軍は人種差別の観点から非白人女性との交際禁止策を取っていたため、将兵は恋愛感情があろうとも日本女性との結婚許可を取ることはできず、これに違反して子供が生まれたことが見つかってしまった場合は、強制的に家族から離される事になった。1952年にこの禁止令は解かれ、何百人もの戦争花嫁がオーストラリアやイギリスに向かったが、これによる悲劇が多数起きたと報告された。

## 統計・調査
厚生省中央児童福祉審議会は1952年8月13日に有識者20名からなる混血児問題対策研究会を設置した。1952年の神奈川県社会福祉協議会のまとめによると、同県内の施設にいた混血児は276人で、これは当時の日本の児童福祉施設の混血児の過半数に当たったとされる（横須賀基地・厚木飛行場・キャンプ座間があったためだと考えられる）。
1953年に厚生省が行った調査によると、国内に4972人のGIベビーがいた。一方当時エリザベス・サンダースホームの創立者澤田美喜はGIベビー20万人説を発表したが、GHQの御用調査官のパール・バック財団の調査によると、実数は非常に掴みにくいものの実際には少なくとも当時日本国内に2-3万人くらいのGIベビーが存在するだろうと言われていた。
1955年に琉球政府文教局が、1961年に中部地区社会福祉協議会が、1975年に沖縄県教育振興会と沖縄協会が、沖縄での混血児の実態を調査した。1972年、沖縄返還に伴い、アメリカの施政権下の沖縄で生まれた混血児の国籍の問題が国会で議論された。
1959年の受田新吉の質問に対する高田浩運（当時厚生省児童局長）の国会答弁によれば、1959年時点で厚生省は国内の戦争混血児の数を集計していなかった。

## 後の展開
GIベビーに言及していた根岸外国人墓地入り口の説明文を墓地管理者である横浜市役所が削除し、書き換えていた事が2015年にわかり、地域住民らの反発を受けた。この説明文は横浜山手ライオンズクラブが1988年に横浜市に寄贈したもので、文面は山手ライオンズクラブと横浜市が協議して作成したものであったが、2000年に書き換えられていた。書き換えの理由について横浜市環境施設課は明示していない。

## GIベビーとして生まれた著名人
- 草刈正雄
- 鮎川誠
- 秋川リサ
- 山口冨士夫
- 前田美波里
- 青山ミチ
- 泉アキ
- カシアス内藤
- 西川ヘレン
- ジョー山中
- 山本リンダ
- 快楽亭ブラック (2代目)
- 純アリス
- 衣笠祥雄
- 玉城デニー

## 関連書籍
- 『母をさがす—GIベビー、ベルさんの戦後』岡部えつ 著　2024年3月3日 亜紀書房 ISBN 978-4-7505-1810-7
- 『ヨシアキは戦争で生まれ戦争で死んだ』面高直子 著 2007年7月31日 講談社 ISBN 978-4-06-214144-4
- 『天使はブルースを歌う』山崎洋子 著 1999年9月30日 毎日新聞社 ISBN 4-620-31384-X
- 『沢田美喜―黒い肌と白い心 サンダース・ホームへの道』澤田美喜 著 2001年1月 日本図書センター ISBN 978-4820559634
- 『日本人桂子―ある混血少女の手記』小関桂子 著 1980年 ほるぷ